# اچ‌ام‌اس آدامنت (۱۷۸۰)
اچ‌ام‌اس آدامنت (۱۷۸۰) (به انگلیسی: HMS Adamant (1780)) یک کشتی بود که طول آن ۱۴۶ فوت ۳ اینچ (۴۴٫۶ متر) بود. این کشتی در سال ۱۷۸۰ ساخته شد.